# Papicha, somnis de llibertat
Papicha, somnis de llibertat (títol original en francès: Papicha) és una pel·lícula dramàtica de 2019, dirigida i co-guionitzada per Mounia Meddour i coproduïda internacionalment per Algèria, França, Bèlgica i Qatar. El llargmetratge és, en bona part, un retrat autobiogràfic sobre les experiències que va viure la protagonista abans de l'exili i un símbol de resistència enfront de la imposició del vel a les dones durant els anys 1990 com a conseqüència de la Guerra Civil algeriana. L'any 2019 es va projectar a la secció Un Certain Regard del Festival de Cinema de Cannes i va ser seleccionada com la candidata algeriana a Millor pel·lícula de parla no anglesa dels Premis Oscar, però posteriorment no va ser nominada. L'obra s'ha subtitulat però no s'ha doblat al català.

## Sinopsi
Ambientada a l'Algèria de la dècada de 1990, Nedjma, una estudiant de 18 anys allotjada a la ciutat universitària d'Alger, somia en convertir-se en estilista de moda i es nega a que els tràgics successos de la guerra civil algeriana li impedeixin portar una vida normal i sortir de nit amb la seva amiga Wassila. És de classe treballadora i, per a ella, la universitat és un espai de llibertat lluny de casa. Somia en convertir-se en una prestigiosa modista, però la manca de recursos i l'augment de l'amenaça de llibertats al país l'obliguen a malvendre les peces que dissenya d'amagat. La seva única preocupació és viure el moment, al costat de les seves amigues i gaudir de la vida malgrat el conflicte armat que els envolta.
Quan arriba la nit, Nedjma s'escorre entre les xarxes de filferro de la ciutat amb les seves millors amigues per a anar a la discoteca, on ven les seves creacions a joves algerianes com ella. La seva amiga Kahina vol anar-se'n al Canadà, Wassila és més sentimental i Samira més religiosa. A mesura que avança l'obra la situació política i social de país empitjora. Nedjma es nega a acceptar les prohibicions dels islamistes radicals i decideix lluitar per la seva llibertat i independència organitzant una desfilada de moda.

## Repartiment
- Lyna Khoudri com a Nedjma («Papicha»)
- Shirine Boutella com a Wassila
- Amira Hilda Douaouda com a Samira
- Iassín Houicha com a Mehdi
- Zahra Manel Doumandji com a Kahina
- Nadia Kaci com a Madame Kamissi
- Meryem Medjkane com a Linda
- Marwan Zeghbib com a Karim
- Aida Ghechoud com a Saliha
- Samir El Hakim com a Mokhtar
- Khaled Benaïssa com a Abdellah
- Abderrahmane Boudia com a professor

## Recepció

### Premis i reconeixements
| Premi                         | Data de cerimònia | Categoria                                                | Nominació      | Resultat  | Ref.   |
| ----------------------------- | ----------------- | -------------------------------------------------------- | -------------- | --------- | ------ |
| Festival de Cannes            | 14–25 maig 2019   | Un Certain Regard                                        | Mounia Meddour | Nominat   | [ 7 ]  |
| Festival de Cinema d'El Gouna | 27 setembre 2019  | Estrella daurada                                         | Papicha        | Nominat   | [ 8 ]  |
| Festival de Cinema d'El Gouna | 27 setembre 2019  | Millor pel·lícula àrab de narrativa                      | Papicha        | Guanyador | [ 8 ]  |
| Seminci                       | 26 octubre 2019   | Espiga d'Or                                              | Papicha        | Nominat   | [ 9 ]  |
| Seminci                       | 26 octubre 2019   | Premi de l'audiència                                     | Papicha        | Guanyador | [ 9 ]  |
| Seminci                       | 26 octubre 2019   | Premi Pilar Miró a la millor nova direcció               | Mounia Meddour | Guanyador | [ 9 ]  |
| Festival de Filadèlfia        | 27 octubre 2019   | Premi Archie a la millor primera pel·lícula              | Papicha        | Nominat   | [ 10 ] |
| Festival de Cartago           | 2 novembre 2019   | Tanit d'Or                                               | Mounia Meddour | Nominat   | [ 11 ] |
| Festival de Tessalònica       | 10 novembre 2019  | Premi del jurat grec a Dones en el cinema i la televisió | Mounia Meddour | Nominat   | [ 12 ] |
| Premis Satellite              | 19 desembre 2019  | Premi humanitari                                         | Mounia Meddour | Guanyador | [ 13 ] |
| Premis César                  | 28 febrer 2020    | Millor primera pel·lícula                                | Papicha        | Guanyador | [ 14 ] |
| Premis César                  | 28 febrer 2020    | Millor promesa femenina                                  | Lyna Khoudri   | Guanyador | [ 14 ] |